# Harrieta faxoni
Harrieta faxoni is een pissebed uit de familie Sphaeromatidae. De wetenschappelijke naam van de soort is voor het eerst geldig gepubliceerd in 1905 door Richardson.